# Mostarska petlja
Mostarska petlja (kolokvijalnog naziva Mostar) najvažnija je prometna petlja u glavnom gradu Republike Srbije Beogradu. Nalazi se u gradskoj općini Savski Venac.

## Povijest
Gradnja je započela 1967., a dovršena je 1974. godine. Nalazi se na mjestu nekadašnjeg gradskog naselja Jatagan male, a prvobitno je zamišljena kao dio gradske autoceste Bežanija - Autokomanda, no kako obilaznica oko Beograda nije dovršena, spomenuta gradska autocesta postala je dio europske autoceste E 75. Danas je ovo najznačajnije cestovno raskrižje u Beogradu, u koje se slijeva promet iz ukupno šest smjerova.

## Tehničke karakteristike
- ukupna površina petlje iznosi dva hektara
- najviša točka visoka je 22 metra
- promet se ukrštava u tri razine
- osim cestovnog, ovdje se odvija i tramvajski promet.[2] Na petlji se nalaze dvije tramvajske i četiri autobusne postaje.

## Poteškoće u odvijanju prometa
Mostarska petlja često mnogi kritiziraju jer se na njoj nalaze i semafori. Struka navodi kako je svrha prometnih petlji baš ta da se semafori izbjegnu i promet ubrza. Također, lokalni političari kritiziraju petlju kao loše rješenje za građane.